# Bethany (Connecticut)
Bethany és una població dels Estats Units a l'estat de Connecticut. Segons el cens del 2005 tenia 5.473 habitants.

## Demografia
Segons el cens del 2000, Bethany tenia 5.040 habitants, 1.755 habitatges, i 1.449 famílies. La densitat de població era de 92,8 habitants per km².
Dels 1.755 habitatges en un 40,2% hi vivien nens de menys de 18 anys, en un 73,8% hi vivien parelles casades, en un 6,6% dones solteres, i en un 17,4% no eren unitats familiars. En el 13,5% dels habitatges hi vivien persones soles el 5,5% de les quals corresponia a persones de 65 anys o més que vivien soles. El nombre mitjà de persones vivint en cada habitatge era de 2,87 i el nombre mitjà de persones que vivien en cada família era de 3,18.
Per edats la població es repartia de la següent manera: un 27,3% tenia menys de 18 anys, un 4,6% entre 18 i 24, un 27,4% entre 25 i 44, un 28,4% de 45 a 60 i un 12,3% 65 anys o més.
L'edat mediana era de 41 anys. Per cada 100 dones de 18 o més anys hi havia 95,1 homes.
La renda mediana per habitatge era de 74.898 $ i la renda mediana per família de 79.493 $. Els homes tenien una renda mediana de 52.037 $ mentre que les dones 44.427 $. La renda per capita de la població era de 31.403 $. Aproximadament l'1,5% de les famílies i el 2,6% de la població estaven per davall del llindar de pobresa.

## Fills il·lustres
- Quincy Porter (1897-1966) compositor i director d'orquestra.